# Otostigmus caudatus
Otostigmus caudatus är en mångfotingart som beskrevs av Brolemann 1902. Otostigmus caudatus ingår i släktet Otostigmus och familjen Scolopendridae.

## Underarter
Arten delas in i följande underarter:
- O. c. caudatus
- O. c. hogei